# Anxiété
Pour les articles homonymes, voir Inquiétude (homonymie).
L’anxiété est un état psychologique et physiologique caractérisé par des composants somatiques, émotionnels, cognitifs et comportementaux.
En l'absence ou en présence de stress psychologique, l'anxiété résulte des sentiments envahissants de peur, d'inquiétude et de crainte. L'anxiété est considérée comme une réaction « normale » dans une situation stressante. Lorsque l'anxiété devient excessive, elle peut être classifiée sous la dénomination de « trouble de l'anxiété ». L'intensité et le fonctionnement du sujet renseignent le praticien pour déterminer s'il s'agit d'une réaction naturelle ou pathologique. Ce trouble anxieux devient un problème lorsqu'elle ne disparait pas lors d'un retour à la normale, qu'elle occasionne un niveau de détresse important.

## Description
L'anxiété est un état qui peut souvent survenir sans stimulus identifiable. Comme telle, elle est distinguée de la peur, qui est une réponse émotionnelle aux menaces perçues. De plus, la peur est liée aux comportements spécifiques de la fuite et de l'évitement, alors que l'anxiété est liée aux situations perçues comme étant incontrôlables ou inévitables. Un point de vue alternatif définit l'anxiété en tant qu'« état d'âme orienté sur l'avenir durant lequel l'individu s'attend à recevoir des réponses négatives », qui suggère que c'est une distinction entre dangers futurs et dangers présents qui fonde la différence entre l'anxiété et la peur.
Les effets physiques de l'anxiété peuvent inclure palpitations du cœur, faiblesse musculaire et tension, fatigue, nausée, douleur thoracique, dyspnée, douleurs abdominales ou maux de tête. Le corps se prépare à affronter la peur : la pression artérielle et le rythme cardiaque augmentent, la sueur, le flux sanguin jusqu'aux muscles augmentent, et les fonctions des systèmes immunitaire et digestif diminuent (réponse combat-fuite). Des signes externes de l'anxiété peuvent inclure une pâleur de la peau, de la transpiration, des tremblements, et la dilatation de la pupille. Un individu en proie à une anxiété peut également faire l'expérience d'un évitement ou d'une panique. Bien que les peurs panique ne touchent pas tous les individus souffrant d'anxiété, il existe des symptômes communs. Les peurs paniques surviennent habituellement sans signe précurseur, et bien que cette peur soit souvent irrationnelle, la perception du danger est réelle. Une personne touchée par la peur panique se sentira souvent comme si elle allait mourir ou s'exposer à un danger.
L'anxiété n'inclut pas seulement des effets physiques mais aussi des effets émotionnels. Ceux-ci incluent des « sentiments d'appréhension ou de menace, des troubles de la concentration, de la tension et nervosité, une anticipation au pire, une irritabilité, une agitation, observer (et attendre) des signes (et actions) de danger, et un sentiment de malaise » aussi bien que des « cauchemars/mauvais rêves, obsessions des sensations, sentiments de déjà-vu, et un sentiment et perception que tout fait peur »,. Les effets cognitifs de l'anxiété peuvent inclure des pensées de dangers suspectés, tels que la peur de mourir.
Le comportement peut être affecté sous la forme d'un retrait des situations auxquelles les effets désagréables de l'anxiété ont été ressentis dans le passé. Cela peut également affecter le sommeil et avoir d'autres effets physiques (tels que les rongements d'ongles et autres effets moteurs).

## Épidémiologie
Les troubles anxieux sont très fréquents. Selon le DSM-IV (Manuel diagnostique et Statistique des troubles mentaux), les troubles anxieux concernent près de 30 % de la population américaine et leur âge médian d'apparition est de 11 ans.
Selon le rapport de l'HAS de 2007, les troubles anxieux ont une prévalence sur 12 mois d'environ 15 % et une prévalence vie entière d'environ 21 % chez les 18-65 ans dans la population générale.
Les troubles anxieux comportent un risque majoré de dépression. Ils sont également associés à certaines conduites pouvant générer des problèmes de santé, telles que le tabagisme, l'alcoolisme ou la sédentarité.
La prise en charge en reste très partielle, près de 40 % des Américains souffrant de troubles anxieux ne reçoivent aucun soin pour cette affection.

## Types

### Anxiété de séparation
Cette anxiété est décrite chez l'enfant, chez lequel elle peut provoquer des troubles importants.

### Angoisse existentielle
Des théoriciens tel Paul Tillich et des psychanalystes comme Sigmund Freud ont décrit ce genre d’anxiété comme le « traumatisme du non-être ». L'être humain arrive à un moment dans sa vie, où il se rend compte qu’il existe la possibilité de cesser d’exister (mourir). Il développe ensuite de l'anxiété envers la réalité et l’existence. D’après Tillich et Freud, la religion devient donc un mécanisme important pour faire face à ce type d’anxiété, puisque bien des religions définissent la mort comme une continuité éternelle et divine de la vie sur terre en opposition à la fin complète de l’existence. Selon Viktor Frankl, auteur du livre Man’s Search for Meaning (en anglais), l’instinct de l'être humain en face d'un danger mortel est de rechercher un sens de la vie pour combattre ce « traumatisme du non-être » à l’approche de la mort, lorsque la tentation d’y succomber (même par le suicide) est très forte.

### Anxiété de performance
L’anxiété due aux examens peut se manifester comme une sensation de malaise, d’appréhension ou de peur chez des étudiants qui craignent d’échouer à un examen.

### Anxiété sociale
Cette anxiété existe à divers degrés chez beaucoup de personnes. Par exemple, le trac des artistes en représentation. Quand elle consiste en une peur persistante et intense d'une ou de plusieurs situations sociales ou de performance qui peuvent exposer la personne à l'observation attentive d'autrui, on parle de phobie sociale, mais ce n’est pas une phobie dans son sens traditionnel.

### Anxiété des malades
Certains chercheurs suggèrent qu’on peut améliorer la qualité de la vie des patients du cancer en prenant en charge leur anxiété. Cette forme de traitement comprend généralement de l’aide psychosociale, des techniques de détente ou bien l’utilisation des benzodiazépines.

### Angoisse climatique ou solastalgie
Il s'agit d'une détresse psychique liée à l'impuissance face aux changements environnementaux et au dérèglement climatique.

### Trouble d'anxiété généralisé
Généralement, ce trouble anxieux se démontre avec de l'inquiétude répétitive et élevée envers n'importe quelles situations quotidiennes. Cette anxiété est présente constamment ou presque tous les jours.

## Prise en charge
L’HAS recommande les moyens thérapeutiques suivants pour la prise en charge des troubles anxieux graves : psychothérapies, psychothérapies structurées, traitement médicamenteux, et les associations psychothérapie et traitement médicamenteux. La prise en charge intègre également le traitement des comorbidités et parfois la prise en charge médico-sociale.

### Hygiène de vie
Le site web de l'Assurance maladie française Ameli, donne les recommandations suivantes pour mieux vivre avec un trouble anxieux :

« Essayez de maintenir une bonne hygiène de vie (par exemple, adoptez des horaires réguliers pour dormir et prendre vos repas).
- Pratiquez régulièrement une activité physique modérée (au moins 30 minutes, trois à cinq fois par semaine). L’exercice diminue la sensibilité anxieuse et le stress, surtout en plein air (cyclisme, marche).
- Pour mieux vous détendre, apprenez également des techniques de relaxation et de respiration et pratiquez-les seul(e) ou en groupe (ex. : yoga, tai-chi-chuan, qi gong).
- Adoptez une alimentation équilibrée, en privilégiant les fruits et les légumes frais, les poissons et les huiles végétales.
- La souffrance ressentie en cas de troubles anxieux peut favoriser la consommation d'alcool ou d'autres substances addictives (médicaments anxiolytiques, tabac…). Sur le moment, ces substances peuvent donner l'impression d'être soulagé mais, en réalité, elles peuvent aggraver le trouble anxieux. D'autre part, la consommation d'alcool peut interférer avec l'effet des antidépresseurs.
- Réunissez toutes les conditions nécessaires à un bon sommeil de façon à prévenir ou prendre en charge les troubles du sommeil.
- Aménagez votre emploi du temps pour éviter les surcharges de travail ou d'activités.
- Conservez des liens avec votre entourage (famille, amis, collègues de travail, coéquipiers sportifs…).
- Faites-vous aider par votre médecin traitant, un psychologue, mais aussi par les associations de patients. Elles peuvent vous apporter informations et soutien, par l’écoute et l’échange d’expériences avec d’autres personnes atteintes de troubles anxieux graves. »

L’activité physique serait une mesure efficace pour traiter le stress grâce à sa capacité à réduire le taux de cortisol dans le corps du patient.

### Techniques de méditation et de relaxation
De simples techniques de respiration (par exemple : respiration diaphragmatique) ou autres techniques de détente (par exemple : yoga, hypnose, sophrologie, pleine conscience), ou bien l'écoute de sons ou de musique relaxants peuvent avoir leur intérêt.
Des études non significatives ont cru détecter des effets de la prière,, mais une méta-analyse de 2014 a montré qu'en l'état des recherches cela n'était pas démontré, la seule corrélation certaine étant entre la prévalence des troubles obsessionnels compulsifs et la croyance religieuse.

### Médicaments
Les symptômes spécifiques de l’anxiété sont le plus souvent pris en charge à l’aide de certains médicaments en association ou non avec la psychothérapie.
Les médicaments cités pour la prise en charge de l'anxiété sont les antidépresseurs, les anxiolytiques benzodiazépines, les anxiolytiques non benzodiazépines, et les neuroleptiques.

#### Benzodiazépines
Le diazépam, médicament de la famille des benzodiazépines, figurait parmi les premiers médicaments utilisés à cet effet. L'administration de ce genre de produits peut s’avérer dangereuse et elle devrait être prise en charge par un médecin de préférence psychiatre. Il est également conseillé de ne pas arrêter soudainement ce type de traitement une fois commencé.
La buspirone, le méprobamate, ou encore l'étifoxine peuvent aussi être utilisés.

#### Antihistaminiques
Les antihistaminiques (l'hydroxyzine, le captodiame) peuvent remplacer les benzodiazépines. Ils sont souvent mieux tolérés.

#### Propranolol
Un bêta-bloquant[réf. nécessaire]peut être prescrit : le propanolol. Il peut par exemple être indiqué dans les Troubles de Stress Post-traumatique - TSPT - (encore dénommés États de Stress Post-Traumatique, ESPT)[réf. nécessaire] et est aussi actuellement à l'étude pour empêcher la formation de souvenirs anxiogènes, traumatisants, récurrents, obsédants et les conséquences de ceux-ci qui peuvent entraîner ces états de stress post-traumatique (ESPT). Mais, pour que le propanolol ait l'effet recherché dans ce cas, il est nécessaire qu'il soit administré aussitôt après l'évènement possiblement traumatisant[réf. nécessaire].

### Alternative médicamenteuse
Une étude indique qu'une combinaison de mélisse, passiflore et aubépine en Phytotherapie est aussi efficace que le Lorazépam, sans les effets secondaires ni l'accoutumance. En micronutrition, pourra être utilisé le GABA dont les récepteurs sont la cible des benzodiazépines. 
voir Acide γ-aminobutyrique

### Thérapie cognitive comportementale
Le but de ce genre de thérapie est d’empêcher que le patient évite la source de ses troubles anxieux et d’aider le patient à développer des techniques spécifiques pour y faire face.
Contrairement aux médicaments, l’efficacité de la thérapie cognitive comportementale dépend de divers éléments, y compris le niveau de compétence du thérapeute concerné. En plus des traitements dits « conventionnels », il existe de nombreux programmes cognitifs-comportementaux dont le patient peut se servir pour se soigner. Ceci peut comprendre des techniques servant à :
- limiter toute pensée négative envers soi ;
- développer la capacité d’avoir des pensées positives ;
- développer la capacité de remplacer des pensées négatives par des pensées positives ;
- exposer étape par étape le patient à la source de sa crainte ;
- fournir au patient des informations pouvant l'aider à faire face à l’anxiété[27].